# Ƿ
Cette page contient des caractères spéciaux ou non latins. S’ils s’affichent mal (▯, ?, etc.), consultez la page d’aide Unicode.
« Wynn » redirige ici. Pour les autres significations, voir Wynn (homonymie).
Pour les articles homonymes, voir également Wen et Wyn.
Wynn (capitale Ƿ, minuscule ƿ, également appelée wyn ou wen), est une lettre qui était utilisée dans l'alphabet du vieil et du moyen anglais.

## Linguistique

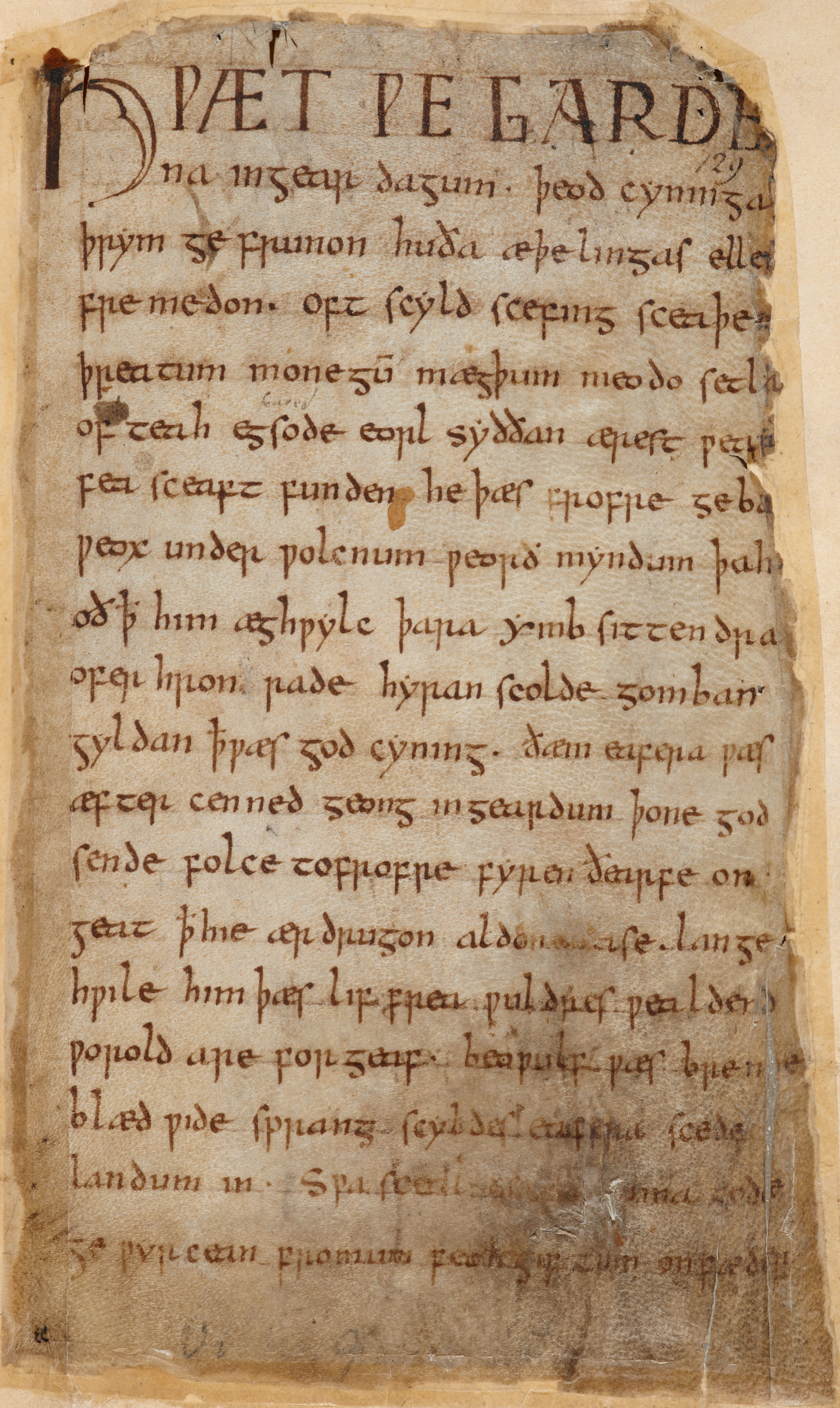
Première page de Beowulf (Cotton MS Vitellius A XV f. 132r), débutant par Hƿæt ƿe Garde[na]....

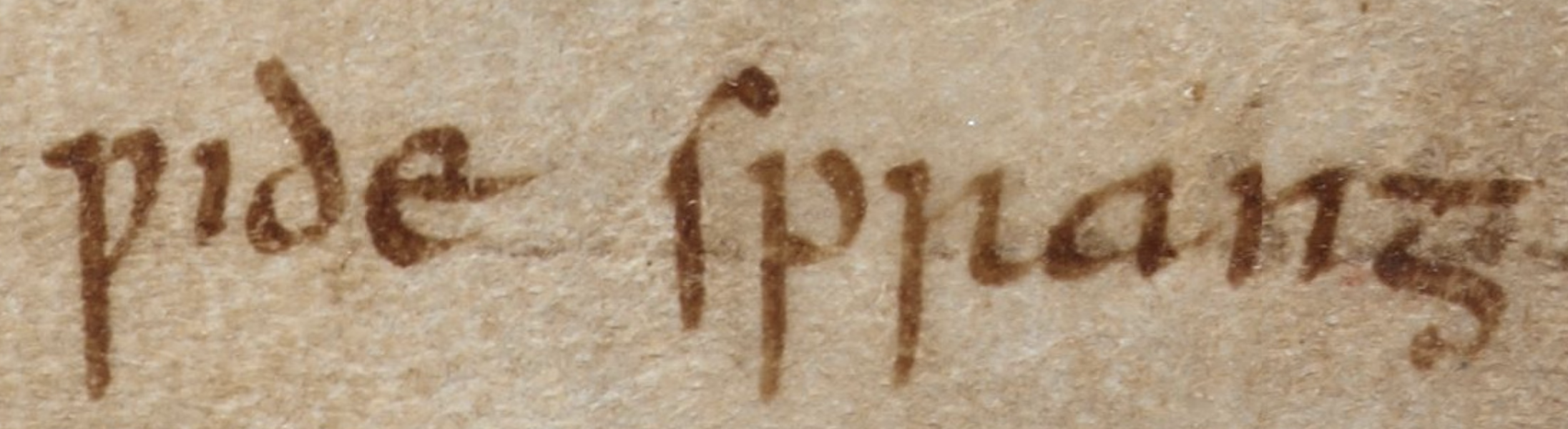
‹ ƿide ſpꞅanᵹ › (wide sprang) avec le wynn et le p clairement distincts (Cotton MS Vitellius A XV f. 132r, ligne 17).

Ƿ était utilisée pour transcrire le son [w] en vieil et en moyen anglais. Elle est empruntée à l’alphabet runique, venant de la lettre ᚹ.

## Histoire
La lettre Ƿ provient de la rune ᚹ (wynn, ou wunjo). Elle fut empruntée afin de représenter le son [w], la lettre W étant une invention plus récente. Elle fut graduellement remplacée par les deux lettres « uu », également remplacées plus tard par la forme « w ».

## Représentation informatique
La lettre Ƿ possède les représentations Unicode suivantes :
- Capitale Ƿ : U+01F7 ;
- Minuscule ƿ : U+01BF.